# TVT (Fernsehsender)
TVT ist ein polnischer lokaler privater Fernsehsender in der Woiwodschaft Schlesien. Seine Zielgruppe sind Einwohner von Rybnik und seiner Gegend.
Bekannte Programme von TVT sind die tägliche Nachrichtensendung "Raport" und das sonntägliche Magazin "Niedziela po naszymu" ("Sonntag in unserer Sprache"), das im schlesischen Dialekt ausgestrahlt ist.
Städte in Reichweite der zwei Sendeanlagen von TVT: Czerwionka-Leszczyny, Jastrzębie-Zdrój, Pszów, Radlin, Rybnik, Rydułtowy, Wodzisław Śląski, Żory.